# Mietesheim
Mietesheim ist eine französische Gemeinde mit 677 Einwohnern (Stand 1. Januar 2021) im Département Bas-Rhin in der Region Grand Est (bis 2015 Elsass). Sie ist Mitglied der Communauté de communes du Pays de Niederbronn-les-Bains.

## Geografische Lage
Die Gemeinde wird durch den Wald von Haguenau flankiert und vom Fluss Zinsel passiert.

## Geschichte

### Mittelalter
Erstmals urkundlich erwähnt wird Mietesheim in der ersten Schenkung an das Kloster Weißenburg von 742, der bis 747 zwei weitere Schenkungen folgten (Trad.Wiz. 002ff.). Als Reichslehen wurde das Dorf 1332 von den Landgrafen im Elsass an die Herren von Lichtenberg verkauft. Es gehörte dort zu deren Amt Ingweiler. 1351 beurkundete König Karl IV., dass die Dorfbewohner  dem Si(g)mund von Lichtenberg eine Art „Forstrecht“ entrichten müssen (RIplus URH 325). Nach dem Tod des letzten Lichtenbergers, Graf Jakob, wurde die Herrschaft geteilt und das Amt Ingweiler fiel zunächst an Zweibrücken-Bitsch.

### Neuzeit
Allerdings kam es 1570 zu einem weiteren Erbfall, der das Amt Ingweiler nun zur Grafschaft Hanau-Lichtenberg brachte. Die Grafen von Hanau-Lichtenberg führten ab der Mitte des 16. Jahrhunderts die Reformation in ihrer Grafschaft ein, die nun lutherisch wurde.
Durch die Reunionspolitik Frankreichs fielen um 1680 die im Elsass gelegenen Teile der Grafschaft Hanau-Lichtenberg unter die Oberhoheit Frankreichs, so auch das Amt Ingweiler und Mietesheim.
1736 starb mit Graf Johann Reinhard III. der letzte männliche Vertreter des Hauses Hanau. Aufgrund der Ehe seiner einzigen Tochter, Charlotte (* 1700; † 1726), mit dem Erbprinzen Ludwig (VIII.) (* 1691; † 1768) von Hessen-Darmstadt fiel die Grafschaft Hanau-Lichtenberg nach dort. Als Folge der Französischen Revolution fiel dann der linksrheinische Teil der Grafschaft Hanau-Lichtenberg – und damit auch Mietesheim – an Frankreich. Zwischen 1871 und 1918 gehörte Mietesheim mit Elsass-Lothringen zum Deutschen Kaiserreich.

### Einwohnerzahlen
| 1798 | 1962 | 1968 | 1975 | 1982 | 1990 | 1999 | 2008 | 2017 | 2019 |
| ---- | ---- | ---- | ---- | ---- | ---- | ---- | ---- | ---- | ---- |
| 463  | 571  | 586  | 562  | 525  | 538  | 554  | 635  | 670  | 669  |

Eine Volkszählung im Jahr 1807 ergab, dass 4 Prozent der Bevölkerung katholisch und 95 Prozent lutherisch waren.

## Bauten
Die evangelische Kirche wurde 1945 durch einen Bombenangriff zerstört. 1948 wurde mit dem Wiederaufbau begonnen.

## Persönlichkeiten
- Heinrich Karl Rosenstiel (1751–1826), französischer Gesandter, Überlebender des Rastatter Gesandtenmordes
- Friedrich Philipp Rosenstiel (1754–1832), Direktor der Königlich-Preußischen Porzellan-Manufaktur und Mitglied des Preußischen Staatsrates